# Educación médica en Panamá
La educación médica en Panamá es ofrecida y desarrollada principalmente por escuelas de medicina acreditadas y reconocidas por el gobierno en el país. Seis universidades brindan la carrera de medicina en Panamá, dos de ellas son públicas. En el país centroamericano los programas médicos se dividen en pregrado y posgrado.
La primera Facultad de Medicina fue fundada el 21 de  mayo de 1951 por el Dr. Octavio Méndez Pereira, primer Rector de la Universidad de Panamá.
Los títulos de pregrado suelen tener una duración de seis años y, por lo general, tienden a atraer a estudiantes que ingresan directamente desde la escuela secundaria; mientras que los títulos de postgrado suelen tener una duración de cuatro años, y atraen a un graduado universitario con un título de licenciatura actual de cuatro años requerido para ingresar. Estas entradas brindan a los programas médicos una variedad en el rango de edad y antecedentes académicos de los participantes.

## Requisitos
Para ejercer la medicina en la República de Panamá, o ingresar a un programa de residencia en el país, se requiere ser ciudadano panameño.
Otros requisitos incluyen:
- Internado rotatorio de primer año

Los médicos calificados deben emprender y completar con éxito un año de internado supervisado. El internado se realiza en centros médicos acreditados a tal efecto, usualmente en Ciudad de Panamá, Ciudad de Colón y David.
- Internado médico de segundo año

Al concluir con éxito el primer año de internado, los médicos deben realizar y completar un segundo año en una institución de salud gubernamental asignada a las afueras de Ciudad de Panamá en el primer o segundo nivel de atención. Una vez que se cumple este requisito, los médicos obtienen la idoneidad para ejercer la medicina libemente en todo el territorio nacional ante el Concejo Técnico de Salud del Ministerio de Salud como médicos generales.

## Universidades médicas
Universidades con programas médicos de ingreso a pregrado únicamente:
- Universidad de Panamá[5]
- Columbus University[6]
- Universidad Latina de Panamá
- Universidad Interamericana de Panamá[7]
- Universidad Americana
- UNACHI.Es la única universidad, fuera de la Ciudad de Panamá, que ofrece un programa médico completo. Está ubicada en David, Chiriquí.[8][9]

Bien sea en universidades privadas o públicas, los estudiantes interesados en la carrera de medicina deben completar un examen de admisión para evaluar sus conocimientos en el área científica.
En el sector público el límite de matrícula para primer ingreso es de 200 estudiantes en la Universidad de Panamá y 100 en la Universidad Autónoma de Chiriquí.